# 四国地方の道路一覧
四国地方の道路一覧（しこくちほうのどうろいちらん）は、四国地方の道路を四国地方内の地域別に分けた一覧である。

## 解説
- 「超広域」とは、その地域を走り、なおかつ他の地域にまたがって走る道路である。
- 「広域」とは、その地域内の複数の部分にまたがった道路である。地域内で完結している。
- 「未区分」は、地域内の区分が編集されていない。

## 超広域
- E28 神戸淡路鳴門自動車道（神戸西 - 鳴門）
- E30 瀬戸中央自動車道（早島 - 坂出）
- E76 西瀬戸自動車道（西瀬戸尾道 - 今治）
- 国道28号（兵庫県神戸市 - 徳島県徳島市）
- 国道30号（岡山県岡山市 - 香川県高松市）
- 国道197号（高知県高知市 - 大分県大分市）
- 国道317号（愛媛県松山市 - 広島県尾道市）
- 国道436号（兵庫県姫路市 - 香川県高松市）
- 国道437号（愛媛県松山市 - 山口県岩国市）
- 大崎下島広域農道（広島県呉市～愛媛県今治市）

### 文化・観光指定路線
- 四国歴史文化道
  - 芸予諸島歴史文化道

## 広域
- E11/E32 徳島自動車道（鳴門JCT - 川之江東JCT）
- E11 高松自動車道（鳴門 - 川之江JCT）
- E32/E56 高知自動車道（川之江JCT - 須崎東）
- 四国横断自動車道
  - 東四国横断自動車道
  - 西四国縦貫自動車道
- 四国縦貫自動車道
- E55 阿南安芸自動車道
- 高知松山自動車道
- 国道11号（徳島県徳島市 - 愛媛県松山市）
- 国道32号（香川県高松市 - 高知県高知市）
- 国道33号（高知県高知市 - 愛媛県松山市）
- 国道55号（徳島県徳島市 - 高知県高知市）
- 国道56号（高知県高知市 - 愛媛県松山市）
- 国道192号（愛媛県西条市 - 徳島県徳島市）
- 国道193号（香川県高松市 - 徳島県海部郡海陽町）
- 国道194号（高知県高知市 - 愛媛県西条市）
- 国道195号（高知県高知市 - 徳島県徳島市）
- 国道318号（徳島県徳島市 - 香川県東かがわ市）
- 国道319号（香川県坂出市 - 愛媛県四国中央市）
- 国道320号（高知県宿毛市 - 愛媛県北宇和郡鬼北町）
- 国道377号（徳島県鳴門市 - 香川県観音寺市）
- 国道381号（高知県須崎市 - 愛媛県宇和島市）
- 国道438号（徳島県徳島市 - 香川県坂出市）
- 国道439号（徳島県徳島市 - 高知県四万十市）
- 国道440号（愛媛県松山市 - 高知県高岡郡檮原町）
- 国道441号（愛媛県大洲市 - 高知県四万十市）
- 国道492号（香川県高松市 - 高知県長岡郡大豊町）
- 国道494号（愛媛県松山市 - 高知県須崎市）

### 文化・観光指定路線
- 四国八十八ヵ所へんろ道
- 四国のみち
  - 国土交通省選定ルート
    - 「西南の土佐から峠を越えて南予へ。潮の香りいっぱいのみち」
    - 「瀬戸の海、燧灘を感じながら、点在する霊場をめぐる東予から中讃へのみち」

  - 環境省選定ルート
- 四国歴史文化道
  - 阿南室戸歴史文化道
  - ひうち灘歴史文化道

## 徳島県
- E55 徳島南部自動車道（阿南IC - 徳島JCT間）
- 徳島環状道路
- E55 阿南安芸自動車道
  - 日和佐道路
  - 牟岐バイパス
- 眉山パークウェイ
- 眉山ドライブウェイ
- 津峯スカイライン
- 剣山スーパー林道

### 県道
- 徳島県の県道一覧

うち観光向けの道路
- 徳島県道183号亀浦港櫛木線（鳴門スカイライン）
- 南阿波サンライン
- 祖谷渓道路

### 文化・観光指定路線
- 四国のみち - 国土交通省選定ルート
  - 「八十八ヵ寺めぐりが、はじまるみち」
  - 「緑に染まる山々から、南阿波の海と語るみち」
- 四国歴史文化道
  - 阿波歴史文化道
  - 祖谷歴史文化道
- 歴史国道
  - 撫養街道

## 香川県
- 高松東道路（香川県さぬき市 - 香川県高松市）
- 屋島スカイウェイ（香川県高松市）

### 県道
- 香川県の県道一覧

### 文化・観光指定路線
- 四国のみち - 国土交通省選定ルート
  - 「訪ねれば歴史、巡れば自然…心の学舎のみち」
  - 「八十八番札所をめざすみち」
- 四国歴史文化道
  - 高松歴史文化道
  - 金毘羅歴史文化道

## 愛媛県
- E11/E56 松山自動車道（川之江JCT - 西予宇和IC）
  - E56 大洲道路
  - E56 宇和島道路
- E76 今治小松自動車道
  - 今治道路
  - 今治小松道路
- E76 西瀬戸自動車道
  - 大島道路
- 大洲・八幡浜自動車道
- 国道196号（愛媛県松山市 - 愛媛県西条市）
- 国道378号（愛媛県伊予市 - 愛媛県宇和島市）
- 国道379号（愛媛県松山市 - 愛媛県喜多郡内子町）
- 国道380号（愛媛県八幡浜市 - 愛媛県上浮穴郡久万高原町）

### 県道
- 愛媛県の県道一覧

### 文化・観光指定路線
- 四国のみち - 国土交通省選定ルート
  - 「山と海を呼吸する、瀬戸風のみち」
  - 「今と昔が隣りあう。文化・歴史の南予のみち」
- 四国歴史文化道
  - 松山歴史文化道
  - 南予歴史文化道

## 高知県
- E55 高知東部自動車道
  - 高知南国道路
  - 南国安芸道路
- E55 阿南安芸自動車道
  - 北川奈半利道路
  - 大山道路
- 国道321号（高知県四万十市 - 高知県宿毛市）
- 国道493号（高知県高知市 - 高知県安芸郡東洋町）

### 県道
- 高知県の県道一覧

### 文化・観光道路
- 四国のみち - 国土交通省選定ルート
  - 「くろしおが洗う、太陽のみち」
  - 「おおらかな自然と出会う、土佐のみち」
  - 「峠を往く。悠久の大河四万十を越える。黒潮浪漫。岬をめざすみち」
- 四国歴史文化道
  - 土佐維新歴史文化道
  - 幡多歴史文化道
- 歴史国道
  - 檮原街道